# Клејтон (Илиноис)
Клејтон (енгл. Clayton) град је у америчкој савезној држави Илиноис.

## Демографија
По попису из 2010. године број становника је 709, што је 195 (-21,6%) становника мање него 2000. године.
| Група             | 2000.       | 2010.       |
| Белци             | 772 (85,4%) | 695 (98,0%) |
| Афроамериканци    | 113 (12,5%) | 4 (0,6%)    |
| Азијати           | 0 (0,0%)    | 1 (0,1%)    |
| Хиспаноамериканци | 18 (2,0%)   | 2 (0,3%)    |
| Укупно            | 904         | 709         |